# Поліська сільська рада (Овруцький район)
Поліська сільська рада (до 1946 року — Жолонська сільська рада) — колишня адміністративно-територіальна одиниця та орган місцевого самоврядування в Словечанському і Овруцькому районах Коростенської й Волинської округ, Київської та Житомирської областей Української РСР з адміністративним центром у селі Поліське.

## Населені пункти
Сільській раді на час ліквідації були підпорядковані населені пункти:
- с. Гаєвичі;
- с. Поліське.

## Населення
Кількість населення ради, станом на 1923 рік, становила 1 360 осіб, кількість дворів — 251.

## Історія та адміністративний устрій
Створена 1923 року як Жолонська сільська рада, в складі хутора Жолонь та сільця Геєвичі (Гаєвичі) Покалівської волості Овруцького повіту Волинської губернії. 7 березня 1923 року увійшла до складу новоствореного Словечанського району Коростенської округи. 25 січня 1926 року передана до складу Овруцького району Коростенської округи. Станом на 17 грудня 1926 року в підпорядкуванні значилися хутори Архипів, Бурмичів, Вобче (2-га частина), Кипура, Судорівщина, Язвин. На 1 жовтня 1941 року числилися хутори Прилуки і Троски, хутори Архипів, Кипура, Сидорівщина та Язвин не перебували на обліку населених пунктів.
7 червня 1946 року, відповідно до указу Президії Верховної ради Української РСР «Про збереження історичних найменувань та уточнення і впорядкування існуючих назв сільрад і населених пунктів Житомирської області», сільську раду перейменовано на Поліську через перейменування її адміністративного центру на с. Поліське.
Станом на 1 вересня 1946 року сільська рада входила до складу Овруцького району Житомирської області, на обліку в раді перебували села Гаєвичі й Поліське, хутори Бурмичів, Вобче, Прилуки та Троски не значилися на обліку населених пунктів.
Ліквідована 11 серпня 1954 року, відповідно до указу Президії Верховної ради Української РСР «Про укрупнення сільських рад по Житомирській області», територію та населені пункти приєднано до складу Піщаницької сільської ради Овруцького району Житомирської області.